# Institut d'Investigació en Intel·ligència Artificial
L'Institut d'Investigació en Intel·ligència Artificial (IIIA) és un centre de recerca del Consell Superior d'Investigacions Científiques (CSIC), radicat al Campus de Bellaterra de la Universitat Autònoma de Barcelona (UAB) i centrat en l'àmbit de la intel·ligència artificial (IA), sent un centre de referència a Espanya en aquest camp.
L'IIIA va ser creat el 1994 a partir del grup de recerca en intel·ligència artificial del Centre d'Estudis Avançats de Blanes del CSIC, fundat al seu torn en 1985. Entre les seves línies de treball es troben la modelització i automatització del raonament complex, l'aprenentatge automàtic, els mercats electrònics, la robòtica, i la IA aplicada a la música. L'institut està actualment dirigit pel professor Carles Sierra. Abans, va estar dirigit pels professors Francesc Esteva i Ramón López de Mántaras.
Entre els seus projectes, es troba la creació el 1996 de «FishMarket», un sistema intel·ligent de subhasta electrònica -un dels primers d'aquest tipus en el món-, o sistemes d'intel·ligència artificial capaços d'interpretar música amb expressivitat, inventats a la fi de la dècada de 1990. Set dels seus científics han estat reconeguts com a membres d'honor de l'Associació Europea d'Intel·ligència Artificial (EurAI). En 2017, van promoure la Declaració de Barcelona per arribar a un consens de cara a el desenvolupament adequat de l'ús de la Intel·ligència Artificial a Europa.
Amb un equip humà d'entre 50 i 60 persones, l'IIIA continua treballant en tecnologies punteres com són machine learning, automated reasoning, optimization, open systems, human and computer interaction, trust and reputation, entre d'altres. També continua enfortint els llaços de cooperació en R+D+I amb altres institucions i empreses en diversos sectors, com la salut, l'educació i les smart cities. Actualment el IIIA forma part de projectes estratègics en el desenvolupament de la IA a Europa com són la construcció de la plataforma europea d'IA, AI4EU, i la iniciativa HumaneAI. El seu objectiu és el desenvolupament de la intel·ligència artificial per a les persones, que pugui ser sostenible i que vagi amb els valors humans.